# Americká Samoa
Americká Samoa (samojsky Amerika Sāmoa, anglicky American Samoa,  [əˈmɛrɪkən səˈmoʊə]IPA) je nezačleněné území Spojených států amerických nacházející se v jižním Tichém oceánu jihovýchodně od Samoy. Americká Samoa se rozkládá na 5 ostrovech a dvou korálových atolech v souostroví Samojských ostrovů. Ty se nachází západně od Cookových ostrovů, severně od Tongy, a asi 500 kilometrů jižně od Tokelau. Západním směrem se nachází ostrovy Wallis a Futuna.
Podle sčítání obyvatelstva z roku 2010 žilo na ostrovech celkem 55 519 lidí. Hlavním městem je Pago Pago, avšak úřad vlády se nachází ve Fagatogu. Obě města se nacházejí na největším ostrově Tutuila. Celková rozloha území je 199 km². Americká Samoa je nejjižnější položené území Spojených států a spolu s neobydleným Jarvisovým ostrovem jediné americké území na Jižní polokouli.
Americká Samoa je známá pro svůj vysoký počet vojenských rekrutů, který převyšuje jakékoliv jiné území Spojených států amerických. Náborové centrum americké armády v Pago Pago je na prvním místě mezi 885 náborovými centry ve Spojených státech amerických, amerických nezačleněných územích a u vojenských základen v Evropě a Asii.
Většina obyvatel Americké Samoy je bilingvní a domluví se anglicky a samojsky, stejně jako obyvatelé sousední Samoy.

## Historie
První kontakt s Evropany proběhl roku 1722, kdy ostrovy navštívil nizozemský admirál Jacob Roggeveen. Další kontakt uskutečnil francouzský mořeplavec Louis Antoine de Bougainville.
Roku 1899 byly Samojské ostrovy na podkladě dohody mezi Německým císařstvím a USA rozděleny na dvě části. Východní část se stala teritoriem Spojených států, dnes známým jako Americká Samoa. Rozsáhlejší západní část se stala Německou Samou (roku 1914, po vypuknutí první světové války, byla anektována Novým Zélandem).
Během epidemie španělské chřipky v roce 1918 vyhlásil guvernér John Martin Poyer pro území Americké Samoy karanténu s cílem zamezit šíření nemoci. Výsledkem opatření bylo, že se Americká Samoa stala (vedle Nové Kaledonie a brazilského ostrova Marajó) jedním z mála území, kterým se epidemie zcela vyhnula. Přičemž sousední novozélandská Západní Samoa byla jedním z nejvíce postižených území v Tichomoří.
Roku 1949 se Ministerstvo vnitra Spojených států amerických pokusilo prosadit v Kongresu zákon začleňující Americkou Samou. Tento zákon neprošel kvůli opozici místních náčelníků žádajících naopak vytvoření místního legislativního orgánu Fono ve vesnici Fagatogo.
V rámci Programu Apollo byli astronauti z Apollo 10, 12, 13, 14 a 17 po úspěšném přistání a záchranných operacích amerického námořnictva odváženi přes Mezinárodní letiště Pago Pago na Havaj.
29. září 2009 zasáhlo Samojské ostrovy zemětřesení o síle 8,1 Richterovy stupnice. Vyvolalo tsunami dosahující výšky až 6 metrů, která na Samojských ostrovech a Tonze usmrtila 170 lidí.

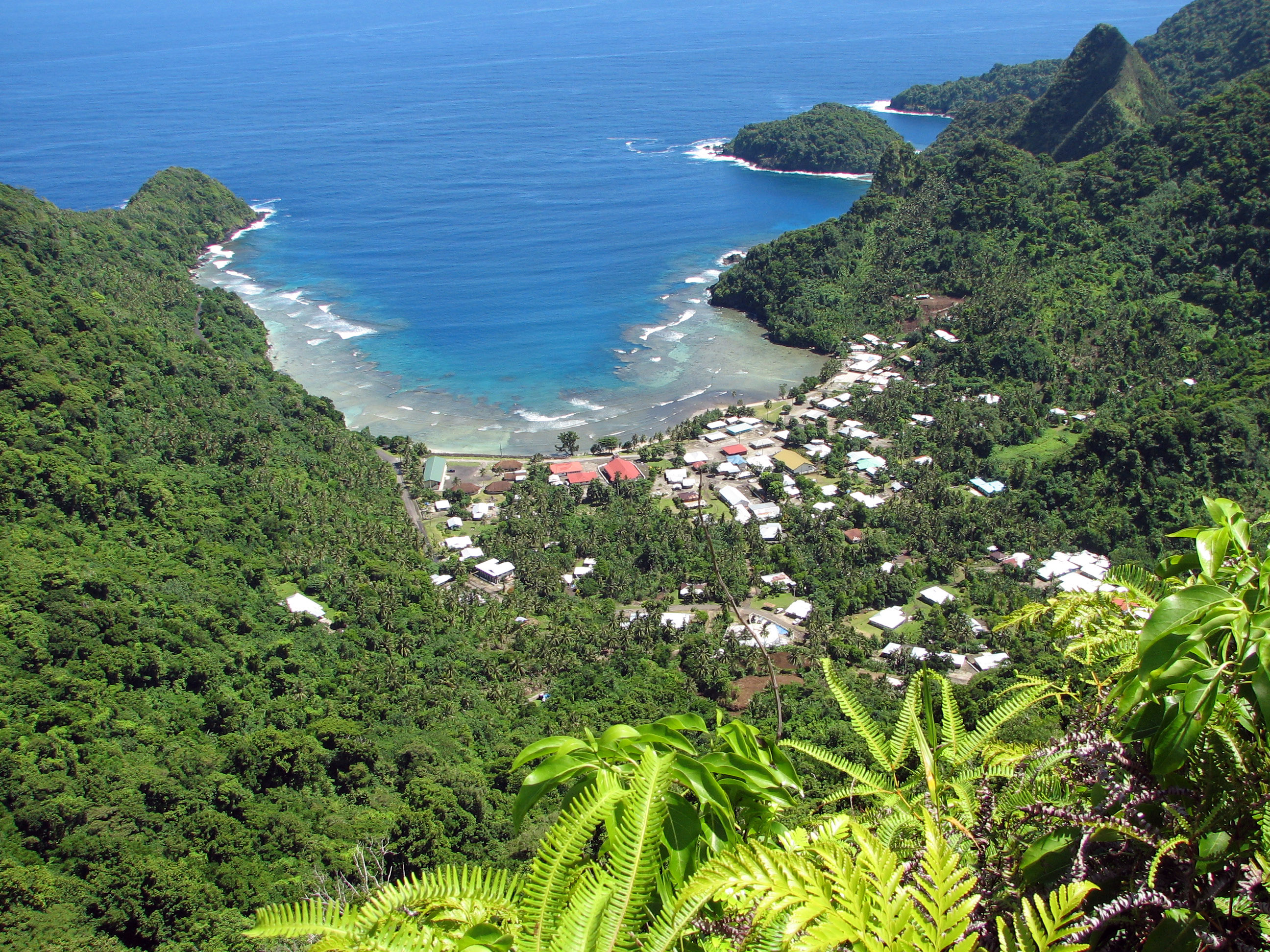
Vesnice Afono ve stejnojmenné zátoce na ostrově Tutuila

## Symboly
Americká Samoa, závislé území USA, užívá vedle amerických symbolů i své vlastní.

### Vlajka
Vlajka Americké Samoy je tvořena listem o poměru stran 1:2 se třemi trojúhelníky, dva jsou pravoúhlé a jeden rovnoramenný, ve kterém je vyobrazený symbol orla. Pravý úhel prvního trojúhelníku je v levém horním rohu vlajky, přepona tohoto trojúhelníku tvoří jedno rameno rovnoramenného trojúhelníka, který má červené lemování a jeho vrchol je ve středu levé strany vlajky. Druhý pravoúhlý trojúhelník je otočený opačně, jeho přepona tvoří druhé rameno rovnoramenného trojúhelníku. V rovnoramenném trojúhelníku, na pravé straně je vyobrazený orel, držící v pařátech  tradiční symboly moci domorodých vůdců Samoy.

### Znak
Znak Americké Samoy nebyl nikdy zaveden, jeho funkci plní pečeť. Ta mj. obsahuje text 17. dubna 1900, datum, kdy se Samoa stala územím USA.

### Hymna
Hymna Americké Samoy je píseň Amerika Samoa (anglicky American Samoa). Text hymny napsal Mariota Tiumalu Tuiasosopo, hudbu složil Napoleon Andrew Tuiteleleapaga.

## Administrativní členění
- 3 okresy (které se skládají ze 77 ostrovů):
  - východní (na ostrově Tutuila)
  - západní (na ostrově Tutuila)
  - Manua (ostrov)
- neorganizované ostrovy:
  - Rose (atol)
  - Swains (Olosenga) (ostrov)

## Obyvatelé
- Američtí Samoané nemají status občana, ale obyvatele Spojených států amerických.[5]
- Člověk narozený na území Americké Samoy automaticky nezískává občanství Spojených států amerických.[6]
- Samoané nemohou volit amerického prezidenta.
- Nemohou vykonávat jakoukoli práci v americkém vládním úřadu.
- Mezi obyvateli je největší procento vojenských rekrutů i vojenských veteránů v celých USA.
- 95 % obyvatel je obézních.[7]